# Afrolathys
Genre
Afrolathys est un genre d'araignées aranéomorphes de la famille des Lathyidae.

## Distribution
Les espèces de ce genre se rencontrent en Tanzanie et à Madagascar.

## Liste des espèces
Selon World Spider Catalog (version 26, 11/07/2025) :
- Afrolathys madagascariensis Al-Jamal & Cala-Riquelme, 2025
- Afrolathys tanzanica Cala-Riquelme, Al-Jamal & Esposito, 2025

## Systématique et taxinomie
Ce genre a été décrit par Cala-Riquelme, Al-Jamal et Esposito en 2025 dans les Lathyidae.

## Publication originale
- Montana, Cala-Riquelme, Crews, Gorneau, Al-Jamal, Alequín, Spagna, Ballarin & Esposito, 2025 : « Tailor's drawer no more: a reappraisal of the spider family Dictynidae O. Pickard-Cambridge, 1871 sensu lato. » Zoological Journal of the Linnean Society, vol. 204, no 2, zlaf007, p. 1-97.